# Сражение при Драмче
Сражението при Драмче е сражение между чети на Вътрешната македонска революционна организация и сръбски войски на 19 април 1933 година.
На 19 април 1933 година Дончо Христов, Димитър Паликрушев, Стоян Георгиев, Ангел Симеонов и Васил Николов – Кучичански нападат жандармерийска станция в село Драмче и избиват 9 жандармеристи, впоследствие са обкръжени от сръбска войска и в поредната битка с бомби взривяват 20 сръбски войници, а други 40 раняват. Загиват същия ден в Драмче.